# Connor Weil
Connor Alan Weil, (Portland, Oregón, 28 de diciembre de 1993) es un actor estadounidense. Es conocido por haber interpretado a Will Belmont en Scream.

## Biografía
Weil nació en Portland, Oregón, donde descubrió su gusto por la actuación al participar en un musical a la edad de diez años, por lo que continuó trabajando semiprofesionalmente hasta los quince años. A la edad de dieciséis años se mudó a Los Ángeles para enfocarse en su carrera como actor.
Weil se dedica a la filantropía y sus pasatiempos son el practicar el surf, la pesca, el básquetbol y tocar la guitarra, entre otros.

### Carrera
Seis meses después de mudarse a Los Ángeles, Weil obtuvo su primera oportunidad al obtener el papel de Derek en la película para televisión de Lifetime Lies in Plain Sight, protagonizada por Martha Higareda y Chad Michael Murray, a esto le siguió una participación en The Jadagrace Show, donde interpretó a Bradley en 2012.
En 2013 dio vida a un matón en The Young and the Restless y fue elegido para interpretar a Luellyn en Sharknado del canal SyFy. También ha participado como estrella invitada en series de televisión tales como A.N.T. Farm, Victorious, Crash & Bernstein, Liv y Maddie, Kickin' It y The Goldbergs.
El 5 de agosto de 2014 se dio a conocer que Weil fue elegido para interpretar a Will Belmont en la serie de MTV Scream, basada la franquicia de películas del mismo nombre, aunque originalmente audicionó para el papel de Noah Foster.
Participó en la película de 2015 McFarland, USA protagonizada por Kevin Costner, y en 2016 se dio a conocer que fue contratado para aparecer de forma recurrente en el serial televisivo Days of Our Lives dando vida a Mark McNair.

## Filmografía
| Cine       | Cine                           | Cine           | Cine                       |
| Año        | Película                       | Rol            | Notas                      |
| ---------- | ------------------------------ | -------------- | -------------------------- |
| 2011       | Hollywood Tale                 | Invitado       | Cortometraje               |
| 2012       | 1313: Frankenqueen             | Matt           |                            |
| 2015       | McFarland, USA                 | Corredor       |                            |
| 2015       | Gratuitous Violence            | Trevor         | Cortometraje               |
| 2016       | A Week in London               | Nikk           |                            |
| 2016       | Fog City                       | Actor          |                            |
| 2018       | Paved New World                | Skater del FSU |                            |
| Televisión |                                |                |                            |
| Año        | Título                         | Rol            | Notas                      |
| 2010       | Lies in Plain Sight            | Derek          | Película de televisión     |
| 2011       | A.N.T. Farm                    | Legan          | 1 episodio                 |
| 2011       | Victorious                     | Primer oficial | 1 episodio                 |
| 2012       | The Jadagrace Show             | Bradley        | Elenco principal           |
| 2013       | Anatomy of Violence            | Invitado       | Película de televisión     |
| 2013       | Crash & Bernstein              | Spencer        | 1 episodio                 |
| 2013       | Dirty Teacher                  | Trent          | Película de televisión     |
| 2013       | The Young and the Restless     | Matón          | 1 episodio                 |
| 2013       | Sharknado                      | Luellyn        | Película de televiisión    |
| 2013       | The Tonight Show with Jay Leno | Estudiante     | 1 episodio                 |
| 2013       | Liv y Maddie                   | Miller White   | 1 episodio                 |
| 2014       | Death Clique                   | Clay           | Película de televisión     |
| 2014       | Kickin' It                     | J. P.          | 1 episodio                 |
| 2015       | Scream                         | Will Belmont   | Elenco principal (temp. 1) |
| 2015       | The Goldbergs                  | Steve Kremp    | 1 episodio                 |
| 2016       | Days of Our Lives              | Mark McNair    | Elenco recurrente          |
| 2016       | Roadies                        | Phil           | 1 episodio                 |
| 2017       | Foursome                       | Sr. Zepp       | Elenco recurrente          |
| 2017–18    | K.C. Undercover                | Brady          | Elenco recurrente          |
| Internet   |                                |                |                            |
| Año        | Título                         | Rol            | Notas                      |
| 2014       | Annie Undocumented             | Ethan          | [ 12 ]                     |